# China Lake Acres
China Lake Acres statisztikai település az USA Kalifornia államában, Kern megyében. Lakosainak száma 1757 fő (2020. április 1.).

## Népesség
A település népességének változása:

| 2010 | 1 876 |
| 2020 | 1 757 |